# Número cuántico topológico
En física, un número cuántico topológico (también llamado carga topológica) es cualquier cantidad, en una teoría física, que le corresponde sólo uno de un conjunto discreto de valores, debido a consideraciones topológicas. Comúnmente, los números cuánticos topológicos son invariantes topológicos asociados con defectos topológicos o soluciones tipo solitón de algún conjunto de ecuaciones diferenciales modelo de un sistema físico, como toca a los solitones que deben su estabilidad a consideraciones topológicas. Las consideraciones "topológicas" específicas, son generalmente debido a la aparición del grupo fundamental o dimensiones superiores del grupo de homotopía en la descripción del problema, a menudo porque el límite, en el que se especifican las condiciones de frontera, tiene un grupo de homotopía no trivial que se conserva de las ecuaciones diferenciales. El número cuántico topológico de una solución se llama a veces el índice de la solución, o más precisamente, es el grado de un mapeo continuo.
Ideas recientes sobre la naturaleza de las transiciones de fase indican que los números cuánticos topológicos y sus asociados solitones, pueden crearse o destruirse durante una transición de fase.[cita requerida]

## Física de partículas
En física de partículas, un ejemplo es dado por la Skyrmion, para el que el número bariónico es un número cuántico topológico. El origen viene del hecho de que el isospín es modelado por SU(2), que es isomorfo a la 3-esfera {\displaystyle S_{3}} y {\displaystyle S_{3}} hereda la estructura del grupo de SU(2) a través de su asociación biyectiva, por lo que es el isomorfismo en la categoría de grupos topológicos. Teniendo espacio real tridimensional y operación interna para con un punto en el infinito, uno también obtiene una 3-esfera. Soluciones a las ecuaciones de Skyrme en el espacio tridimensional real mapea un punto a (física; Espacio euclídeo) "real" hasta el punto de la 3-variedad SU(2). Soluciones topológicamente distintas "envuelven" la uno esfera alrededor de la otra, tal que una solución, no importa cómo se está deformado, no puede ser "desenvuelta" sin crear una discontinuidad en la solución. En física, estas discontinuidades se asocian con energía  infinita, y por lo tanto no se permiten.
En el ejemplo anterior, la declaración topológica es que es el tercer grupo de homotopía de la tres esfera
{\displaystyle \pi _{3}(S^{3})=\mathbb {Z} }
y así el número bariónico sólo puede tomar valores enteros.
Una generalización de estas ideas se encuentra en el modelo de Wess-Zumino-Witten.

## Modelos exactamente solubles
Ejemplos adicionales pueden encontrarse en el dominio de modelos exactamente solubles, tales como la ecuación seno de Gordon, la ecuación de Korteweg-de Vries y la ecuación de Ishimori. La ecuación unidimensional seno de Gordon hace un ejemplo particularmente tan simple, como el grupo fundamental en juego
{\displaystyle \pi _{1}(S^{1})=\mathbb {Z} }
por lo que es literalmente un índice: un círculo puede ser envuelto alrededor de un círculo un número entero de veces. El modelo de seno cuántico de Gordon es equivalente al  modelo masivo de Thirring. Excitaciones fundamentales son fermiones: el número cuántico topológico {\displaystyle \mathbb {Z} } es el número de fermiones. Después de cuantizar el modelo seno de Gordon, la carga topológica se convierte en 'fraccional'. Consideraciones consistentes de la  renormalización ultravioleta,  muestra un número fraccionario de fermiones repelidos sobre el corte ultravioleta. Así que la {\displaystyle \mathbb {Z} } se obtiene multiplicada por un número fraccionario dependiente de la constante de Planck.

## Física del estado sólido
En física del estado sólido, ciertos tipos de dislocaciones cristalinas, como las dislocaciones de tornillo, pueden ser descritas por solitones topológicos. Un ejemplo incluye dislocaciones de tornillo tipo asociados con bigotes de germanio.